# Меи, Кевин
Ульриш Кевин Меи (фр. Ulrich Kévin Mayi; 14 января 1993, Лион, Франция) — французский футболист, нападающий.

## Карьера

### Клубная
Кевин Меи — воспитанник футбольного клуба «Сент-Этьен». Дебютировал в команде 7 мая 2012 года в матче против «Марселя», заменив Алехандро Алонсо на 75-й минуте встречи. Этот матч остался для нападающего единственным в сезоне 2011/12.
6 января 2013 года забил первый гол за «Сент-Этьен» (в матче Кубка Франции с «Каном»).
В июле 2016 года перешёл в нидерландский клуб НЕК.

### В сборной
Меи выступал за юношескую сборную Франции. В 2012 году форвард в составе команды провёл 2 матча на чемпионате Европы среди юношей до 19 лет.

## Статистика
| Клуб                  | Сезон                 | Национальный чемпионат | Национальный чемпионат | Национальный чемпионат | Национальные кубки | Национальные кубки | Континентальные кубки | Континентальные кубки | Всего | Всего |
| Клуб                  | Сезон                 | Лига                   | Игры                   | Голы                   | Игры               | Голы               | Игры                  | Голы                  | Игры  | Голы  |
| --------------------- | --------------------- | ---------------------- | ---------------------- | ---------------------- | ------------------ | ------------------ | --------------------- | --------------------- | ----- | ----- |
| Сент-Этьен            | 2011/12               | Лига 1                 | 1                      | 0                      | 0                  | 0                  | 0                     | 0                     | 1     | 0     |
| Сент-Этьен            | 2012/13               | Лига 1                 | 7                      | 0                      | 4                  | 1                  | 0                     | 0                     | 11    | 1     |
| Всего за «Сент-Этьен» | Всего за «Сент-Этьен» | Всего за «Сент-Этьен»  | 8                      | 0                      | 4                  | 1                  | 0                     | 0                     | 12    | 1     |
| Ньор                  | 2013/14               | Лига 2                 | 12                     | 1                      | 1                  | 1                  | 0                     | 0                     | 13    | 2     |
| Всего за «Ньор»       | Всего за «Ньор»       | Всего за «Ньор»        | 12                     | 1                      | 1                  | 1                  | 0                     | 0                     | 13    | 2     |
| Всего                 | Всего                 | Всего                  | 20                     | 1                      | 5                  | 2                  | 0                     | 0                     | 25    | 3     |